# Hicham Ayouch
Pour les articles homonymes, voir Ayouch.
Hicham Ayouch, né le 30 juin 1976 à Paris, au départ journaliste, est un scénariste et réalisateur franco-marocain.
Nabil Ayouch, qui l'a précédé dans l'univers du cinéma, est son frère aîné.

## Biographie
Fils d’une mère juive française d'origine tunisienne et d'un père musulman marocain, Hicham Ayouch est un ancien journaliste, profession qu'il a exercée de 1999 à 2004[réf. souhaitée], notamment pour France 3 National, Canal+, RFO et TF1. C'est alors qu'il fait ses premières armes de réalisateur, en particulier pour l'émission Les Maternelles sur France 5 (2002).
En 2003, il se forme à la prise de vue à l'école de l'image Gobelins, puis part au Maroc comme correspondant pour TV5 et TF1. Dès 2004[réf. souhaitée], il réalise plusieurs films publicitaires et institutionnels, notamment pour la Fondation Mohammed V pour la solidarité (2005).
En 2005, il tourne Les Reines du Roi, un documentaire télévisé sur le nouveau statut de la femme au Maroc. Un an après, il signe son premier long métrage de fiction, Tizaoul (Les Arêtes du cœur), coécrit avec Hisham Lasri et Abdellah Abalou. Puis en 2007, il réalise un nouveau documentaire télévisé, Poussières d'ange, sur des sportifs handicapés mentaux.
C'est avec son deuxième long métrage de fiction qu'il gagne une renommée internationale : sorti en 2009, Fissures est applaudi dans les festivals européens avant d'être projeté au Museum of Modern Art de New-York et à la Tate Modern de Londres.
En 2013, il est de retour avec un nouveau long métrage de fiction, Fièvres, qui porte sur les délicates relations d'un père et de son fils dans une cité française, et a valu aux deux acteurs principaux, Slimane Dazi (le père) et Didier Michon (le fils), d'obtenir le prix de la meilleure interprétation masculine lors de la 13e édition du Festival international du film de Marrakech.
En 2017, Hicham Ayouch cofonde le groupe Les Barons de Baltimore, qui met en musique ses poèmes.
En 2021, il réalise Abdelinho, un long-métrage de fiction sur un jeune marocain fasciné par le Brésil.

## Filmographie

### Cinéma

#### Longs métrages
- 2006 : Tizaoul (Les Arêtes du cœur)[7]
- 2009 : Fissures[8]
- 2013 : Fièvres[9]
- 2021 : Abdelinho[10]

#### Courts métrages
- 2011 : As They Say (Kif Ma Yi Qulu)

### Télévision
- 2005 : Les Reines du Roi (52 min)
- 2007 : Poussières d'ange (52 min)

## Distinctions
Source : Allociné
- 2006 : nommé pour l'Antigone d'or, la Mention spéciale, le Prix de la critique et le Prix du public au Cinémed - Festival Méditerranéen de Montpellier (avec Les Arêtes du cœur).
- 2009 : nommé pour le Coup de cœur du Festival International du Film de Marrakech (avec Fissures).
- 2011 : nommé pour le Meilleur long métrage du Panorama des Cinémas du Maghreb et du Moyen-Orient (avec Fissures).
- 2013 : nommé pour le Grand Prix, le Prix du Jury et le Prix de la mise en scène au Festival International du Film de Marrakech (avec Fièvres)
- 2015 : lauréat "Étalon d'or" au FESPACO (avec Fièvres)